# Mandeville Challenger 2003
Il Mandeville Challenger 2003 è stato un torneo di tennis facente parte della categoria ATP Challenger Series nell'ambito dell'ATP Challenger Series 2003. Il torneo si è giocato a Mandeville negli Stati Uniti dal 15 al 21 settembre 2003 su campi in cemento.

## Vincitori

### Singolare
Dmitrij Tursunov ha battuto in finale  Jan Hernych con il punteggio di 3–6, 6–3, 6–4

### Doppio
Sébastien de Chaunac /  Zack Fleishman hanno battuto in finale  Benedikt Dorsch /  Matija Zgaga con il punteggio di 6(3)–7, 7–6(2), 6–3